# 微軟研究院
微軟研究院（英語：Microsoft Research，縮寫为MSR）是微軟公司在1991年創立之分部，任務是硏究不同的计算机科学主題與問題。微軟研究院其中一個固定的目標為「支持長期的電腦科學硏究而不受產品週期所限」。
微軟研究院是目前世界頂尖的研究中心之一，有很多在電腦科學、物理學、數學受到高度公認的專家及許多著名科學獎項得主在微軟研究院，包括圖靈獎得主東尼·霍爾、詹姆斯·尼古拉·格雷，菲爾茲獎得主迈克尔·弗里德曼，沃爾夫獎得主洛瓦茲·拉茲洛，麦克阿瑟奖得主吉姆·布林與迪科斯彻獎得主萊斯利·蘭波特。

## 研究領域
微軟研究院的研究範疇可以被歸類為10大項：
1. 演算法與理論
2. 硬體發展
3. 人機互動
4. 機械的學習、適應與智慧
5. 多媒體與影像技術
6. 資料搜索、擷取與知識管理
7. 資訊安全與加密技術
8. 社會計算
9. 軟體發展
10. 系統、计算机体系结构、可攜系統與網路

微軟研究院有提供被稱為「微軟學者」的人才培育專案，微軟研究院每年會提供微軟學者獎學金與在國際、研究院的學習機會給學生。

## 全球各地的研究院
微軟研究院於印度班加羅爾、中國北京、英國劍橋、美國加州矽谷、舊金山、華盛頓州雷德蒙德等地設有實驗室。
- 微軟雷德蒙德研究院：1991年設立於微軟總部雷德蒙德園區，雷德蒙德研究院常與來自劍橋、北京、舊金山灣區的研究員合作交流。
- 微軟亞洲研究院（MSRA）：1998年在北京成立，有上百位來自全球的研究人員與科學家，還有200多位客座研究員與學生支援研究，主要研究改良的使用者介面、網路與無線通訊，和新世代多媒體與亞洲訊息處理技術等。
- 微軟英國劍橋研究院：1997年成立於英國劍橋，有超過百名的研究人員，主要研究機械學習、資訊安全、資料探勘、作業系統、編程與網路技術等。微軟英國研究所也與劍橋大學的計算機研究室有密切的聯繫。
- 微軟矽谷研究院：2001年成立於矽谷。研究人員約25人，主要研究分布式運算，還有包括資訊安全、可靠性、協定、資源定址器等研究。2006年8月與微軟灣區研究中心（BARC）合併。
- 微軟印度研究院：2005年1月成立於班加羅爾，研究人員約50人，並有大批實習生支援研究。主要再進行多領域的基礎研究及應用研究，並與多所學校與研究機構有密切交流。

## 外部連結
- 官方網站 （页面存档备份，存于）